# شهاب‌آباد (خرامه)
شهاب‌آباد (خرامه)، روستایی از توابع بخش کربال شهرستان خرامه در استان فارس ایران است.

## جمعیت
این روستا در دهستان دهقانان قرار دارد و براساس سرشماری مرکز آمار ایران در سال ۱۳۸۵، جمعیت آن ۲۴۴ نفر (۴۹خانوار) بوده‌است.